# Jota
Jota je české nakladatelství střední velikosti se sídlem v Brně. Nakladatelství založil Marcel Nekvinda v roce 1990. Nakladatelství je aktivním členem profesní organizace Svaz českých knihkupců a nakladatelů. Vydává tištěné knihy, e-knihy a audioknihy. Vydává kolem 80 titulů ročně v několika edicích.
Nakladatelství publikuje knihy českých i zahraničních autorů, překlady literatury z angličtiny, němčiny, francouzštiny, italštiny, španělštiny, polštiny, ruštiny, nizozemštiny, švédštiny, norštiny v následujících edicích: česká beletrie, překladová beletrie, literatura faktu a military, opravdové příběhy, populárně naučné, pro děti a mládež, cestopisy, turistické průvodce a biografie.